# Jaroslav Pollák
Jaroslav Pollák (ur. 11 lipca 1947 w Medzevie, zm. 26 czerwca 2020 w Koszycach) – słowacki piłkarz występujący na pozycji pomocnika, reprezentant Czechosłowacji w latach 1968–1980, złoty medalista mistrzostw Europy, działacz piłkarski.

## Kariera klubowa
Pollák był wychowankiem klubu FC VSS Košice, w barwach którego zadebiutował w pierwszej lidze Czechosłowacji w wieku 18 lat. W zespole z Koszyc miał pewne miejsce w składzie i był jedną z gwiazd i już po paru latach mówiło się, iż odejdzie z klubu, ale grał w nim łącznie 10 lat. Dopiero w 1977 roku zmienił barwy klubowe i został zawodnikiem innego słowackiego klubu, Dukli Bańska Bystrzyca. Tam podobnie jak w VSS nie osiągnął jakiś znaczących sukcesów, a w Dukli grał przez 2 sezony.
W 1979 roku Pollák przeniósł się do czeskiej Pragi i przez półtora roku grał w tamtejszej Sparcie. W 1980 roku zdobył z nią Puchar Czechosłowacji, a zimą 1981 przeniósł się do austriackiego klubu Austria Salzburg. W austriackiej lidze przez 2,5 sezonu Pollák rozegrał 65 meczów i zdobył 1 gola, ale wobec dominacji Austrii Wiedeń czy Rapidu Wiedeń klub nie odnosił sukcesów. W 1983 roku wrócił do Koszyc i do końca kariery grał w macierzystym klubie, który zmienił nazwę na ZTS Koszyce. W 1988 roku Pollák zakończył piłkarską karierę w wieku 41 lat.

## Kariera reprezentacyjna
W reprezentacji Czechosłowacji Pollák zadebiutował 23 czerwca 1968 w wygranym 3:2 meczu z Brazylią. W 1970 roku znalazł się w kadrze na Mistrzostwa Świata w Meksyku. Zagrał tam w jednym meczu grupowym, przegranym 0:1 z Anglią. Pollák był krytykowany za spowalnianie akcji zespołu, a Czechosłowacja zajęła ostatnie miejsce w grupie.
W 1976 roku wystąpił na kolejnych Mistrzostwach Europy. Tam był podstawowym zawodnikiem zespołu i zagrał w 3 meczach, łącznie z półfinałem z Holandią (3:1 po dogrywce), w którym otrzymał 2 żółte kartki, a w konsekwencji czerwoną. Nie wystąpił więc w wygranym po serii rzutów karnych finale z RFN. 4 lata później Pollák został powołany do kadry na Mistrzostwa Europy 1980, jednak nie zagrał na nim ani minuty.
Pollák karierę reprezentacyjną zakończył w 1980 roku, a w kadrze wystąpił w 49 meczach i zdobył 1 gola.

## Życie prywatne
Nosił przydomek „Bobby”, gdyż jego idolem był Bobby Charlton.

## Sukcesy

### Zespołowe
Czechosłowacja
- mistrzostwo Europy: 1976

Sparta Praga
- Puchar Czechosłowacji: 1979/80

### Indywidualne
- najlepsza 11. turnieju Mistrzostw Europy 1976